# ژاله اصفهانی
ژاله اصفهانی با نام اصلی اِطِل سلطانی (زادهٔ ۱۳۰۰ خورشیدی – درگذشتهٔ ۷ آذر ۱۳۸۶)، شاعر ایرانی که به «شاعر امید» معروف بود.

## زندگی‌نامه
اطل سلطانی در سال ۱۳۰۰ خورشیدی در تیران زاده شد. وی اولین شعرش را در هفت سالگی سرود و در سیزده سالگی نام خویش را به «ژاله» تغییر داد. وی در سال ۱۳۲۳ در دانشکده ادبیات و علوم انسانی دانشگاه تهران به تحصیل پرداخت. او نخستین مجموعه شعرش با عنوان «گل‌های خود رو» را در دوران دانشجویی در ۲۲ سالگی منتشر کرد.
در ۲۵ سالگی همراه همسرش، «شمس‌الدین بدیع تبریزی» که عضو حزب توده بود به اتحاد شوروی مهاجرت کرد. سپس مدرک لیسانس در رشته ادبیات فارسی را از دانشگاه دولتی آذربایجان اتخاذ نمود؛ و در سال ۱۳۴۰ در مسکو از دانشگاه لامانوسوف مدرک دکترا گرفت؛ و به مدت بیست سال در «آکادمی بین‌المللی ادبیات ماکسیم گورکی» به تحقیق پرداخت.
در سال ۱۳۵۹ بعد از انقلاب، در ۶۰ سالگی به ایران بازگشت و مدتی را در زندان اوین گذراند اما مجبور شد به لندن مهاجرت کند.
ژاله اصفهانی دوازده مجموعه شعر منتشر نمود که مهمترین آنها عبارتند از: «زنده‌رود»(۱۳۴۴- مسکو)، «البرز بی‌شکست» (۱۳۶۲-لندن)، «خروش خاموشی» (۱۳۷۰-لندن).
ژاله اصفهانی که به دلیل روح اشعارش به «شاعر امید» معروف بود، روز ۷ آذر ۱۳۸۶ برابر ۲۸ نوامبر ۲۰۰۷ در ۸۶ سالگی، در بیمارستانی در شهر لندن درگذشت.

## آثار

### اشعار
- گل‌های خود رو، تهران، ۱۳۲۴
- زنده‌رود، مسکو، ۱۳۴۴
- زنده‌رود، چاپ دوم، تهران، ۱۳۵۸
- کشتی کبود، تاجیکستان، ۱۳۵۷
- نقش جهان، مسکو، ۱۳۵۹
- اگر هزار قلم داشتم، تهران، ۱۳۶۰
- البرز بی‌شکست، لندن، ۱۳۶۲
- البرز بی‌شکست، چاپ دوم، واشینگتن، ۱۳۶۵
- ای باد شرطه، لندن، ۱۳۶۵
- خروش خاموشی، سوئد، ۱۳۷۱
- سرود جنگل، لندن، ۱۳۷۲
- ترنم پرواز، لندن، ۱۳۷۵
- موج در موج، تهران، ۱۳۷۶

گزیده‌ای از اشعار او با نام پرندگان مهاجر (Migrating Birds) به زبان انگلیسی انتشار یافته‌است.

### سایر آثار
- نیما یوشیج: پدر شعر نو.
- عارف قزوینی: شعر و موسیقی مبارزش.
- هر گل بویی دارد: ترجمه اشعار خارجی به فارسی، لندن ۱۳۶۵
- ترجمه چند نمایشنامه از زبان آذری
- آثار تحقیقی و تطبیقی دربارهٔ شعر معاصر ایران، افغانستان و تاجیکستان
- سایه‌های سال، خاطرات.

## دیگر افتخارات
ژاله اصفهانی بعد از پروین اعتصامی اولین زنی بود که کتاب شعرش را که شعرهای آن را در دوران دبیرستان سروده بود، به چاپ رساند.
شصت سال پیش در «نخستین کنگره نویسندگان ایران» به ریاست ملک‌الشعرای بهار و با شرکت فروزانفر و صادق هدایت و بسیاری دیگر، ژالهٔ اصفهانی به عنوان یک زن شاعر یکی از شرکت‌کنندگان در این کنگره بود.
در ژوئن ۲۰۰۲ در «کنفرانس سالانه بنیاد پژوهشهای زنان» که در کلرادو برگزار شد، ژاله اصفهانی به عنوان «زن برگزیده سال» انتخاب شد.

## نمونه اشعار
- بشکفد بار دگر لالهٔ رنگین مراد، غنچه سرخ فروبسته دل باز شود / من نگویم که بهاری که گذشت آید باز، / روزگاری که به سر آمده، آغاز شود. / روزگار دگری هست و بهاران دگر
- شاد بودن هنر است، / شاد کردن هنری والاتر / لیک هرگز نپسندیم به خویش، / که چو یک شکلک بی‌جان / شب و روز، / بی‌خبر از همه، / خندان باشیم. / بی‌غمی درد بزرگی است، / که دور از ما باد!
- یاد تو / قطره قطره می‌چکد از چشمم / روی تو / رفته رفته می‌رود از یادم
- «نه برکه، نه رود»:

مرا بسوزانید / و خاکسترم را / بر آبهای رهای دریا برافشانید، / نه در برکه، / نه در رود: / که خسته شدم از کرانه‌های سنگواره / و از مرزهای مسدود.

## جایزه  شعر ژاله اصفهانی
جایزه  شعر ژاله اصفهانی  توسط بنیاد فرهنگی ژاله اصفهانی برگزار میشود و ویژه شاعران جوان زیر ۳۰ سال ایران، افغانستان و تاجیکستان است.